# Розкатіха (Алапаєвський міський округ)
Розкаті́ха (рос. Раскатиха) — присілок у складі Алапаєвського міського округу (Верхня Синячиха) Свердловської області.
Населення — 372 особи (2010, 456 у 2002).
Національний склад населення станом на 2002 рік: росіяни — 94 %.